# Ernst Schraepler

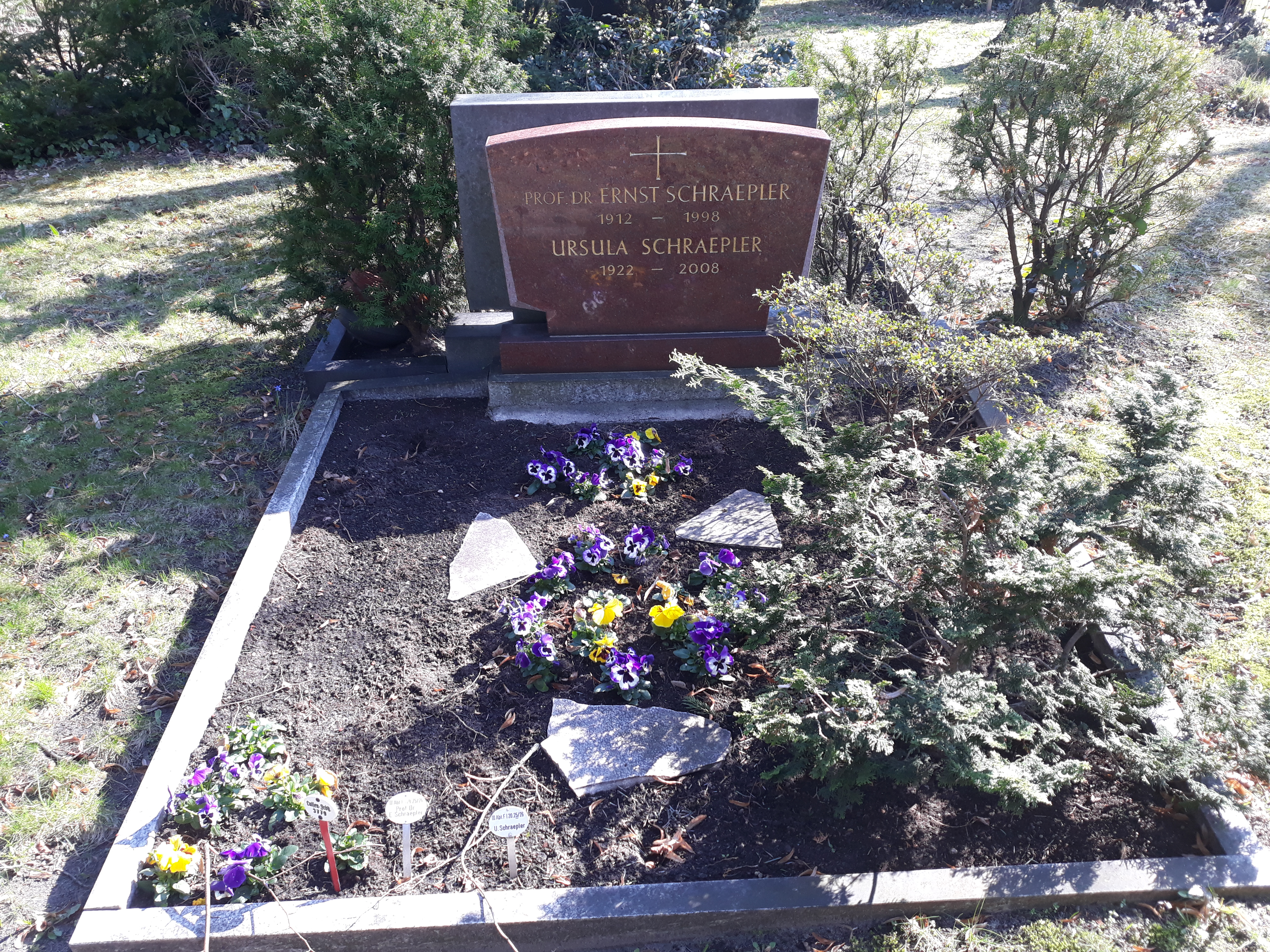
Das Grab von Ernst Schraepler und seiner Ehefrau Ursula auf dem evangelischen Luisenfriedhof III in Berlin.

Ernst Schraepler (* 29. Juni 1912 in Berlin; † 3. Mai 1998 ebenda) war ein deutscher Historiker und Hochschullehrer der TU Berlin. Mit Herbert Michaelis edierte er das große Quellenwerk Ursachen und Folgen. Vom deutschen Zusammenbruch 1918 und 1945 bis zur staatlichen Neuordnung Deutschlands in der Gegenwart.
Schraepler gehörte zu den Assistenten in Geschichte an der Universität Berlin am Ende der NS-Herrschaft. Er wurde in der Besatzungszeit übernommen und zum Assistenten von Fritz Rörig und Fritz Hartung. 1949 verließ er Ost-Berlin nach deren Beendigung ihrer Lehrtätigkeit.
In West-Berlin ging er an die TU Berlin, wo er Oberassistent und Kustos eines Lehrstuhls wurde, wo er sich 1970 habilitierte. Er publizierte zur Sozialen Frage im 19. Jahrhundert und zu August Bebel. Eine weitere große Quellenedition in sechs Bänden ab 1971 erfolgte als erweiterte Wiederaufnahme einer zweibändigen Edition von 1929 des Berliner SPD-Sozialpolitikers Rudolf Wissell zu Des alten Handwerks Recht und Gewohnheit.

## Schriften (Auswahl)
- Mithrsg.: Ursachen und Folgen. Vom deutschen Zusammenbruch 1918 und 1945 bis zur staatlichen Neuordnung Deutschlands in der Gegenwart, 28 Bde., Indices 1958–1979.
- Mit Rudolf Wissell: Des alten Handwerks Recht und Gewohnheit, 6 Bde., bearb. v. Harald Reissig (= Veröffentlichungen der Historischen Kommission Berlin), Colloquium Verlag, Berlin 1971–1988, ND 1998–2001, ISBN 978-3-89166954-9.
- Quellen zur Geschichte der sozialen Frage in Deutschland 1871 bis zur Gegenwart (zuerst 1955), Hannover, 3. neu bearb. Aufl. 1996, ISBN 978-3-7881-1209-7.
- Handwerkerbünde und Arbeitervereine 1830–1853. Die politische Tätigkeit deutscher Sozialisten von Wilhelm Weitling bis Karl Marx (= Veröffentlichungen der Historischen Kommission Berlin), Berlin 1972, Repr. 2018, ISBN 978-3-11003912-2.
- August Bebel. Sozialdemokrat im Kaiserreich, Musterschmidt, (zuerst 1966), Göttingen 1988, ISBN 978-3-7881-0044-5.